# 四角网棘虫
四角网棘虫（学名：Dictyacantha tetragonopa）为网棘虫科网棘虫属的动物。分布于大西洋、南赤道流、莫桑比克流以及中国南海等海域。